# 3872 Akirafujii
3872 Akirafujii este un asteroid din centura principală, descoperit pe 12 ianuarie 1983 de Brian Skiff.